# Agrotis orestica
Agrotis orestica är en fjärilsart som beskrevs av Forbes 1934. Agrotis orestica ingår i släktet Agrotis och familjen nattflyn. Inga underarter finns listade i Catalogue of Life.